# Wollie Kaiser

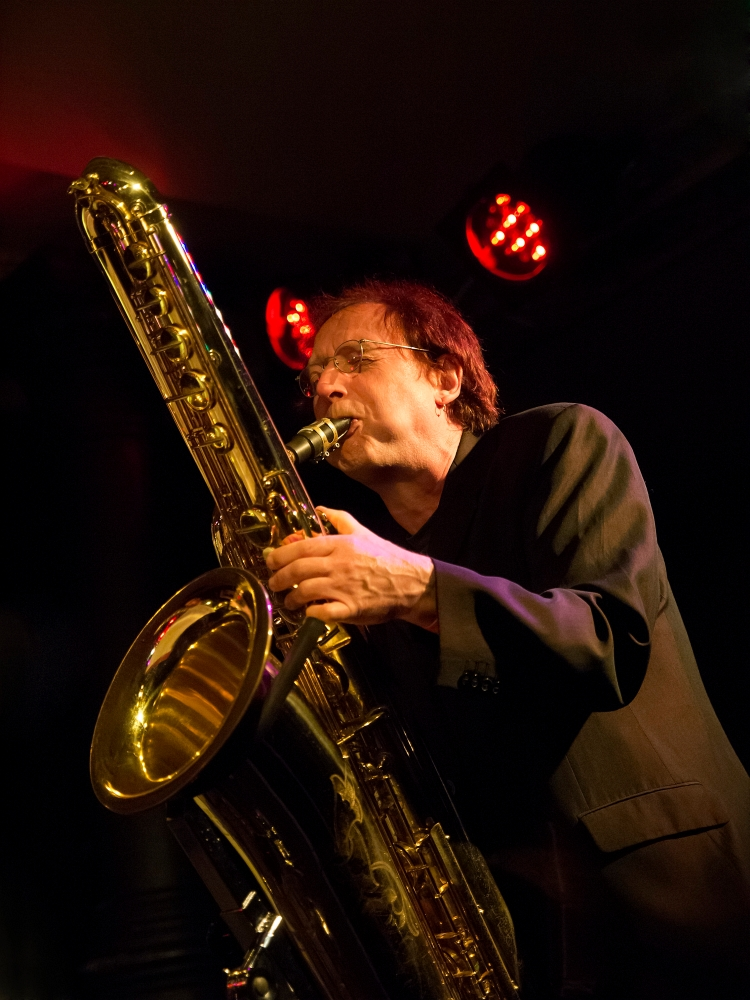
Wollie Kaiser im Jazzclub Unterfahrt (München 2012)

Wollie Kaiser (* 9. August 1950 in Königswinter) ist ein deutscher Holzbläser (Piccolo-, Alt- und Bassflöte, Sopran-, Tenor- und Basssaxophon, Bassklarinette, Kontrabassklarinette) des Modern Creative Jazz und Bandleader.

## Leben und Wirken
Wollie Kaiser wurde zunächst im Trio mit Fritz Wittek und Dieter Manderscheid bekannt. 1981 initiierte er die Kölner Saxophon Mafia, in der er bis heute tätig ist. Seit 1986 spielte er im Duo mit Georg Ruby; die gemeinsame Platte Ruby Domesticus Vulgaris wird 1987 im Cadence-Poll als beste ausländische Produktion des Jahres gewürdigt. Unter dem Namen Wollie Kaiser Timeghost realisiert Kaiser seit 1993 unterschiedliche Projekte mit wechselnden Besetzungen, in denen er sich unter anderem mit den Songs und Sounds der Rockmusik auseinandersetzt. 
Im Duo tritt er mit Ulla Oster auf. Außerdem arbeitete er unter anderem mit Klaus König, Peter Herborn, Manfred Bründl, Gabriele Hasler, Ekkehard Jost, Underkarl, der Franck Band, Gary Thomas, Mark Feldman, Jürgen Wuchner, Janusz Stefański, Harry Beckett, Christof Thewes und dem Liquid Penguin Ensemble. Zudem gehört er mit Andreas Kaling, Jan Klare und Dirk Raulf dem 2008 gegründeten Basssaxophon-Quartett Deep Schrott an.
Seit 1989 ist Kaiser Dozent an der Folkwangschule in Essen; er lehrt auch an der Hochschule für Musik Saar. Er lebt in Saarbrücken.
Zurzeit hat er bei 60 Schallplatten und CDs mitgewirkt.

## Lexigraphische Einträge
- Wolf Kampmann (Hrsg.), unter Mitarbeit von Ekkehard Jost: Reclams Jazzlexikon. Reclam, Stuttgart 2003, ISBN 3-15-010528-5.
- Martin Kunzler: Jazz-Lexikon. Band 1: A–L (= rororo-Sachbuch. Bd. 16512). 2. Auflage. Rowohlt, Reinbek bei Hamburg 2004, ISBN 3-499-16512-0.